# Ilirskobistriški fosilni plaz
Ilirskobistriški fosilni plaz je največji znani plaz v Sloveniji. Sprožil se je pred približno ena do dvema milijonoma let na območju med Ilirsko Bistrico in Volovjo rebrijo. Gre za rotacijski plaz izjemnih razsežnosti. Zdrsnil je rob Snežniške planote površine približno 20 km², debeline med 200 in 250 m in prostornine okoli 5 km³. Plaz je leta 2011 odkril geolog Ladislav Placer. Ker je rotacijski plaz dobro ohranjen in je med največjimi na svetu, predstavlja vrhunsko geološko in geomorfološko naravno dediščino svetovnega formata. S 1. 2. 2019 je bil zatrep fosilnega plazu dodan na seznam naravnih vrednot Republike Slovenije in sicer kot vrednota državnega pomena.

## Geografski položaj, opis in zgradba plazu
Ilirskobistriški fosilni plaz leži na jugozahodnih obronkih Snežniške planote in se razteza od mesta Ilirska Bistrica na zahodu do Velike Milanje na vzhodu. Gre za nenavadno velik rotacijski plaz, na spodnjem robu katerega stoji mesto Ilirska Bistrica. Telo plazu nad mestom prekrivajo gozd črnega bora in pašne površine za drobnico in konje. Plaz je izjemnih dimenzij, zelo dobro ohranjenih oblik in se lepo odraža v reliefu (slika 3). Odlomna brežina plazu, kot imenujemo zaradi erozijskih in korozijskih procesov preoblikovan odlomni rob, tvori veličastni amfiteater s premerom 5 km, ki v prečni smeri sega od grape potoka Trnovška, imenovana Žlebovi, do severovzhodnega pobočja Gabrovca (993 m), v vzdolžni smeri pa od skrajnega odseka odlomnega roba, ki poteka po jugozahodnih pobočjih Milanke (948 m), Volovje rebri (900–1000 m), Belih ovc (1012 m), Devina (1088 m) in Gabrovca do pete plazu, na kateri stoji Ilirska Bistrica v celoti. V tej smeri je danes vidni del plazu dolg okoli 5,5 do 6 km. Odlomni rob je med Veliko Milanjo in Devinom porušen zaradi manjših in po nastanku mlajših drugotnih plazov.
Navpični spust splazele gmote ob odlomnem robu je znašal okoli 200 do 250 m, kar je moč sklepati po današnjem reliefu. Ta je na območju plazu kraški, prekrivajo ga številne vrtače, kamnitost površja je precejšnja. Vodoravni premik pete plazu je danes nemogoče natančneje določiti, jasno pa je, da je večji od premika čela Snežniškega nariva, ki je premaknjeno proti jugozahodu (slika 4) za okoli 1000 m.
Plaz se odraža na geološki karti, kjer je viden premik narivnega roba Snežniškega nariva, ki je posledica zdrsa (slika 4). Nakazuje ga tudi značilna zgradba pobočja nad Ilirsko Bistrico, kjer ni strme neporušene stene in je pobočje bolj zložno. Strmo steno lahko opazujemo le izven območja plazu, jugovzhodno od Ahaca (799 m) in severozahodno od Stražice (712 m). V čelu plazu tudi ni pobočnega grušča, ki je značilni spremljevalec strmih pobočij, medtem ko so pobočja jugovzhodno od Ahaca, gorvodno ob toku Reke, prekrita z melišči apnenčastega grušča. Celotna površina splazele gmote znaša okoli 20 km², prostornina pa okoli 5 km³.

## Pogoji in vzroki nastanka plazu
Plaz je verjetno nastal kot posledica zmika (vodoravnega premika) in hkratnega potresa ob Raškem prelomu, ki se je predvidoma zgodil pred enim do dvema milijonoma let v pleistocenu ali pliocenu. Zdrs najverjetneje ni bil katastrofičen, temveč je dal potres le impulz za premik. To je moč sklepati po morfologiji, po kratki poti transporta glede na velikost plazu in po njegovi malo spremenjeni notranji zgradbi nasproti zgradbi okolice. Po vsej verjetnosti je drsel počasi in daljši čas.
Raški prelom, ki poteka mimo Ilirske Bistrice, je eden od pomembnejših dinarsko usmerjenih prelomov in eden izmed glavnih povzročiteljev potresov ilirskobistriške potresne cone. Iz smeri severozahoda do roba ilirskobistriškega fosilnega plazu je dobro izražen, od Ilirske Bistrice proti jugovzhodu pa njegov potek ni tako jasen in še ni bil natančneje raziskan. Tektonsko dogajanje ob Raškem prelomu je vzrok, da obstaja na območju Ilirske Bistrice s sedimenti izpolnjena kotlina v smeri sever - jug, imenovana Ilirskobistriški bazen, v katerega podlagi so eocenske flišne plasti na njih pa okoli 2,3 m debela plast lignita pliocenske starosti in okoli 70 m pliocenske gline (sliki 4 in 5). Najverjetnejša je razlaga, da je Ilirskobistriški bazen nastal zaradi razpornega (pull-apart) učinka ob horizontalnem premiku ob dveh krakih Raškega preloma in posledičnega ugrezanja vmesnega bloka kot kaže slika 5 in kot natančneje prikazuje slika 6 v članku "Ilirskobistriški fosilni plaz - mesto na plazu", avtorjev L. Placerja in P. Jamšek (glejte viri in opombe).
Gmota plazu je sestavljena iz čela Snežniškega nariva iz spodnjekrednih apnenčastih plasti in talnine nariva iz kredno-paleogenskih karbonatnih kamnin in eocenskega fliša (slika 5). Med njima je narivna ploskev. Drsna ploskev plazu je v zgornjem delu določena z dnom robne kadunje pod odlomno brežino, v spodnjem delu pa najverjetneje poteka v jedru polegle sinklinale. Severni del razpiralnega (pull apart-skega) bazena prekriva peta plazu. Zato je upravičena domneva o povezavi med ugrezanjem bazena in gravitacijskim zdrsom.

## Pomen plazu
Ilirskobistriški fosilni plaz je odraz tektonskih premikov v ilirskobistriški potresni coni in geološke zgradbe tega območja. V celoti predstavlja naravni fenomen; njegov od poznejših gravitacijskih procesov spremenjeni odlomni rob, odlomna brežina, robna kadunja (dolina pod odlomnim robom) in reverzno pobočje (pobočje, ki vpada proti robni kadunji) so po izjemni velikosti in pričevalni moči enkratna geološka in geomorfološka naravna dediščina, ki jo je potrebno ohraniti v naravnem stanju. Razgled z Volovje rebri oziroma katerega od sosednjih vrhov na slikovitem slemenu nad Ilirsko Bistrico omogoča občutenje izrednih dimenzij plazu. Po dosedanjem poznavanju spada ilirskobistriški fosilni plaz med velike rotacijske plazove. Njegovo mesto med največjimi še ni določeno, ker še nimamo svetovne lestvice rotacijskih plazov.
Sedanja izraba v pašne namene je zelo primerna, saj se s tem preprečuje prehitro zaraščanje površin, pokrajina pa se ohranja v obliki, ki omogoča enostavno prepoznavanje posameznih delov plazu. Zaradi svoje ohranjenosti in izjemnih dimenzij bi ilirskobistriški fosilni plaz lahko postal učni primer - učilnica v naravi za strokovnjake s celega sveta, ki se ukvarjajo s preučevanjem zemeljskih plazov. S primerno opremo, na primer izdelano učno potjo, s postavljenimi informativnimi tablami na razglednih točkah, izdelanimi predstavitvenimi brošurami, idr. pa bi postal nadvse zanimiv pojav tudi za širšo strokovno in laično javnost ter šole.